# Sunusi Ibrahim
Pour les articles homonymes, voir Ibrahim (homonymie).
Sunusi Ibrahim, né le 1er octobre 2002 à Keffi au Nigeria, est un footballeur international nigérian. Il joue au poste d'attaquant au CF Montréal en MLS.

## Biographie

### Formation au Nigeria
Sunusi Ibrahim fait ses premiers pas comme ailier dans le football professionnel en 2018, alors âgé de seulement seize ans, mais c'est en 2019 qu'il se démarque et inscrit dix buts en vingt-deux rencontres de championnat, lui méritant ainsi l'honneur d'être meilleur buteur, en compagnie de Mfon Udoh (en).
En juin 2019, il annonce quitter sa formation de Nasarawa United à l'issue de la campagne de son équipe en coupe nationale, sans pour autant dévoiler sa prochaine destination.
La saison 2019 réussie, Ibrahim se rend avec le président de son club en Russie en janvier 2020 où une offre émerge du FDC Vista Gelendzhik, club amateur de la région de Krasnodar qui attire régulièrement des joueurs nigérians, mais la situation ne plait guère au joueur qui retourne dans son pays. Pourtant, quelques jours plus tard seulement, la presse nigériane relate qu'Ibrahim a voyagé en Russie dans le but de rencontrer le président russe d'un club danois dont le nom n'est pas dévoilé en vue de l'intégrer à son académie dès que possible avant de lui faire signer un premier contrat professionnel à ses dix-huit ans. En septembre 2020 et alors que le jeune joueur n'a toujours pas retrouvé de club professionnel, seulement un essai avec l'équipe anglaise du Watford FC étant à mettre à son actif, l'identité du club danois l'ayant auparavant courtisé est connue et il s'agit du Fremad Amager, en deuxième division danoise.

### Première expérience à l'étranger (depuis 2021)
Le 12 janvier 2021, Ibrahim s'engage finalement avec le CF Montréal pour sa première expérience à l'étranger, après plusieurs tentatives vaines. Bien qu'il semble avoir passé la saison 2020 au 36 Lion FC, un club amateur de Lagos, le jeune nigérian arrive à Montréal avec une méforme physique qui le contraint à longtemps jouer le rôle de remplaçant lors de ses premiers mois avec la franchise québécoise. Il connait cependant ses premières minutes le 12 mai 2021 en entrant en jeu face à l'Inter Miami avant d'être titularisé pour une première fois en fin de mois contre le Fire de Chicago. Ibrahim inscrit finalement son premier but après treize apparitions en égalisant face aux Red Bulls de New York le 14 août,.
Son entraîneur, Wilfried Nancy, note en octobre sa progression continue en 2021 malgré un départ difficile : « Ce que j’aime chez lui, c’est sa faculté à vouloir appliquer ce qu’on lui demande quand on discute avec lui. […] Je compte sur lui pour les prochains matchs ainsi que pour l’année prochaine, mais ce que je veux, c’est qu’il soit plus constant, qu’il soit capable de commencer des matchs de la façon dont il rentre [dans un match]. On travaille au quotidien pour lui donner les outils nécessaires pour qu’il soit capable de s’exprimer pendant 95 minutes et non pas que pendant 20 minutes. ».
Il conclut sa saison 2021 par une titularisation face au Orlando City SC lors de la dernière rencontre de la saison régulière, marquant sa neuvième titularisation et son vingt-huitième match (quatre buts).

### Carrière internationale
Après sa belle saison 2019 avec Nasarawa United, il est convoqué pour représenter l'équipe du Nigeria des moins de 17 ans tout en étant aussi appelé par Imama Amapakabo, sélectionneur de l'équipe nationale du Nigeria des moins de 23 ans afin d'affronter le Soudan aux éliminatoires de la Coupe d'Afrique des nations 2019. Cette double convocation soulève une controverse sur son âge réel et amène la fédération nigériane de football à révoquer son invitation à rejoindre les moins de 17 ans pour plutôt se ranger avec les moins de 23 ans.
Il commence sa carrière internationale chez les moins de 23 ans face au Soudan en éliminatoires de la Coupe d'Afrique des nations 2019 le 5 septembre 2019 lors d'une défaite 1-0 au Stade Al-Merreikh à Omdourman où il entre en jeu au cours de la rencontre et manque l'occasion d'égaliser dans les dernières minutes,. Pour la manche retour, le 10 septembre, il est titularisé et inscrit son premier but en sélection à la soixante-neuvième minute, sur une passe de Sunday Faleye (en).
Seulement quelques jours plus tard, il obtient sa première sélection en équipe sénior dans une rencontre face au Togo dans le cadre des qualifications au Championnat d'Afrique des nations 2020. Il inscrit le seul but de son équipe dans une défaite 4-1 au Stade de Kégué à Lomé qui compromet les espoirs de qualification. Près d'un mois plus tard, il est de nouveau retenu dans le groupe pour tenter d'obtenir la qualification mais son équipe échoue malgré une victoire 2-0 au retour à Lagos.
En 2021, Ibrahim joue en Major League Soccer quand il est sélectionné par Gernot Rohr pour participer à une rencontre amicale face au Mexique le 3 juillet 2021. La partie se solde par une défaite 4-0 pour les siens où il joue l'intégralité du match.

## Statistiques

### En club
| Saison                | Club                  | Championnat           | Championnat | Championnat | Coupe(s) nationale(s) | Coupe(s) nationale(s) | Compétition(s) continentale(s) | Compétition(s) continentale(s) | Compétition(s) continentale(s) | Séries | Séries | Nigeria | Nigeria | Total | Total |
| Saison                | Club                  | Division              | M.          | B.          | M.                    | B.                    | Comp.                          | M.                             | B.                             | M.     | B.     | M.      | B.      | M.    | B.    |
| 2019                  | Nasarawa United       | Premier League        | 22          | 10          |                       |                       | -                              | -                              | -                              | -      | -      | 2       | 1       | 24    | 11    |
| 2021                  | CF Montréal           | MLS                   | 26          | 4           | 2                     | 0                     | -                              | -                              | -                              | -      | -      | 1       | 0       | 29    | 4     |
| 2022                  | CF Montréal           | MLS                   | 6           | 0           | 1                     | 3                     | LCC                            | 0                              | 0                              | 0      | 0      | -       | -       | 7     | 3     |
| 2023                  | CF Montréal           | MLS                   | 25          | 3           | 3                     | 3                     | LCup                           | 1                              | 0                              | -      | -      | -       | -       | 29    | 6     |
| Sous-total            | Sous-total            | Sous-total            | 49          | 5           | 6                     | 6                     | -                              | 0                              | 0                              | -      | -      | 1       | 0       | 56    | 11    |
| Total sur la carrière | Total sur la carrière | Total sur la carrière | 71          | 15          | 6                     | 6                     | -                              | 0                              | 0                              | 0      | 0      | 3       | 1       | 80    | 22    |